# 不丹杜鹃
不丹杜鹃（学名：Rhododendron griffithianum）为杜鹃花科杜鹃花属下的一个种。